# Michaił Szajdorow
Michaił Stanisławowicz Szajdorow (ros. Михаил Станиславович Шайдоров; ur. 25 czerwca 2004 w Ałmaty) – kazachski łyżwiarz figurowy, startujący w konkurencji solistów. Wicemistrz świata (2025) i wicemistrz świata juniorów (2022), mistrz Czterech Kontynentów (2025), brązowy medalista Zimowych Igrzysk Azjatyckich (2025), medalista zawodów z cyklu Grand Prix oraz Challenger Series oraz pięciokrotny mistrz Kazachstanu (2020-24). 
Jest pierwszym łyżwiarzem w historii, który wykonał w międzynarodowych zawodach kombinację skoków potrójnego axla z poczwórnym toe-loopem oraz sekwencji potrójnego axla, eulera i poczwórnego salchowa.

## Życie prywatne
Jego ojciec Stanisław również był łyżwiarzem figurowym, który po zakończeniu kariery został trenerem łyżwiarstwa figurowego. W związku z pracą ojca, Szajdorow od najmłodszych lat spędzał czas na lodowisku. Jazdę na łyżwach rozpoczął w roku 2010, w wieku 6 lat.
Jego idolem jest dwukrotny Mistrz Olimpijski Yuzuru Hanyu.

## Osiągnięcia
| Zawody                                | 17-18          | 18-19          | 19–20          | 20–21          | 21–22          | 22–23          | 23–24          | 24–25          |                |                |                |                |                |                |                |                |                |                |                |
| Międzynarodowe                        | Międzynarodowe | Międzynarodowe | Międzynarodowe | Międzynarodowe | Międzynarodowe | Międzynarodowe | Międzynarodowe | Międzynarodowe | Międzynarodowe | Międzynarodowe | Międzynarodowe | Międzynarodowe | Międzynarodowe | Międzynarodowe | Międzynarodowe | Międzynarodowe | Międzynarodowe | Międzynarodowe | Międzynarodowe |
| ------------------------------------- | -------------- | -------------- | -------------- | -------------- | -------------- | -------------- | -------------- | -------------- | -------------- | -------------- | -------------- | -------------- | -------------- | -------------- | -------------- | -------------- | -------------- | -------------- | -------------- |
| Mistrzostwa świata                    |                |                |                | 32             |                | 14             | 14             | 2              |                |                |                |                |                |                |                |                |                |                |                |
| Mistrzostwa Czterech Kontynentów      |                |                |                |                | 5              | 5              | 6              | 1              |                |                |                |                |                |                |                |                |                |                |                |
| GP Finał Grand Prix                   |                |                |                |                |                |                |                | 5              |                |                |                |                |                |                |                |                |                |                |                |
| GP Cup of China                       |                |                |                |                |                |                | 3              | 2              |                |                |                |                |                |                |                |                |                |                |                |
| GP Grand Prix de France               |                |                |                |                |                |                |                | 4              |                |                |                |                |                |                |                |                |                |                |                |
| GP Skate Canada International         |                |                |                |                |                |                | 5              |                |                |                |                |                |                |                |                |                |                |                |                |
| CS Denis Ten Memorial                 |                |                |                |                | 9              |                |                | 1              |                |                |                |                |                |                |                |                |                |                |                |
| CS Finlandia Trophy                   |                |                |                |                |                | 8              |                |                |                |                |                |                |                |                |                |                |                |                |                |
| CS Golden Spin of Zagreb              |                |                |                |                |                | 4              | 2              |                |                |                |                |                |                |                |                |                |                |                |                |
| Igrzyska Azjatyckie                   |                |                |                |                |                |                |                | 3              |                |                |                |                |                |                |                |                |                |                |                |
| Challenge Cup                         |                |                |                |                |                |                | 1              |                |                |                |                |                |                |                |                |                |                |                |                |
| Sofia Trophy                          |                |                |                | 3              |                |                |                |                |                |                |                |                |                |                |                |                |                |                |                |
| Zimowa Uniwersjada                    |                |                |                |                |                | 4              |                | 4              |                |                |                |                |                |                |                |                |                |                |                |
| Międzynarodowe: Kategorie młodzieżowe |                |                |                |                |                |                |                |                |                |                |                |                |                |                |                |                |                |                |                |
| Mistrzostwa świata juniorów           |                |                | 22             |                | 2              |                |                |                |                |                |                |                |                |                |                |                |                |                |                |
| JGP Poland                            |                |                |                |                | 2              |                |                |                |                |                |                |                |                |                |                |                |                |                |                |
| Bosphorus Cup                         |                | 2              |                |                |                |                |                |                |                |                |                |                |                |                |                |                |                |                |                |
| Egna Spring Trophy                    | 4              |                |                |                |                |                |                |                |                |                |                |                |                |                |                |                |                |                |                |
| Santa Claus Cup                       | 9              |                |                |                |                |                |                |                |                |                |                |                |                |                |                |                |                |                |                |
| Krajowe                               |                |                |                |                |                |                |                |                |                |                |                |                |                |                |                |                |                |                |                |
| Mistrzostwa Kazachstanu               |                |                | 1              | 1              | 1              | 1              | 1              |                |                |                |                |                |                |                |                |                |                |                |                |

## Programy
| Sezon   | Program krótki | Program dowolny | Pokazy mistrzów |
| ------- | --- | --- | --- |
| 2024–25 | 1. Eclipse (z filmu Diuna: Część druga) - Hans Zimmer 2. Gom Jabbar (z filmu Diuna) - Hans Zimmer 3. Trailer 1 Music (z filmu Diuna: Część druga) - Solstice Beats 4. Worm Army (z filmu Diuna: Część druga) - Hans Zimmer - choreografia: Ivan Righini | 1. Moonlight Sonata (Epic Trailer Version) - oryg. Ludwig van Beethoven, wyk. Hidden Citizens # Take On Me (Epic Version) (z serialuThe Last of Us) - oryg. A-ha, remix Epicus Music * choreografia: Ivan Righini | Ścieżka dźwiękowa z serii filmowej Kung Fu Panda: 1. Hero - Hans Zimmer & John Powell 2. Kung Fu Fighting - Carl Douglas 3. ...Baby One More Time wyk. Tenacious D - choreografia: Ivan Righini |
| 2023–24 | Clubbed to Death (Epic Version) (z serii filmowej Matrix) - Rob Dougan - choreografia: Ivan Righini | Carmina Burana - Carl Orff - choreografia: Oleg Purtov, Povilas Vanagas | Luna - Alessandro Safina - choreografia: Ivan Righini |
| 2022–23 | Luna - Alessandro Safina - choreografia: Ivan Righini | Carmina Burana - Carl Orff - choreografia: Oleg Purtov, Povilas Vanagas | |
| 2021–22 | Vabank (z filmu Vabank) - Henryk Kuzniak - choreografia: Oleg Purtov | Once Upon a Time in America - Ennio Morricone - choreografia: Povilas Vanagas | Lemon Tree - Fools Garden - choreografia: Oleg Purtov |
| 2020–21 | Lemon Tree - Fools Garden - choreografia: Oleg Purtov | Once Upon a Time in America - Ennio Morricone - choreografia: Povilas Vanagas | |
| 2019–20 | Rain Fall Down - The Rolling Stones - choreografia: Oleg Purtov | Victory - Thomas Bergersen - choreografia: Oleg Purtov | |